# Nicolae Ier Alexandru
Nicolae Alexandru, (mort le 16 novembre 1364) prince de Valachie de 1352 à 1364. Fils de Basarab Ier le Fondateur, il lui succède et meurt le 16 novembre 1364.

## Biographie
Nicolae Ier Alexandre continue la politique de son père, bien qu'il ait rendu hommage à la Hongrie à Brașov dès 1344 après avoir épousé une noble catholique. Le 10 février 1355, le roi de Hongrie confirme à Nicolae Alexandru la détention du Banat de Severin qui avait autrefois été concédé à son père.
Nicolae Ier Alexandre est en effet demeuré quelque temps un vassal de la Hongrie et un fidèle de l'Église catholique. Son double prénom semble signifier que le prince qui avait reçu initialement le baptême catholique sous le nom d'Alexandre fut ensuite rebaptisé suivant le rite orthodoxe sous le nom de Nicolae sans doute au moment au l'église de Valachie est érigée en Métropole dépendant de Constantinople
Le 28 juin 1358, il accorde le premier privilège commercial pour la Valachie en faveur des marchands saxons de Brașov.
Nicolae met en place la première église métropolitaine de Ungro-Valachie dont le siège est fixée à Curtea de Argeș. Le premier titulaire en est Iachint de Vicina (mort en 1372). Cette église est reconnue en mai 1359 par le patriarche Caliste Ier de Constantinople.
Le prince Nicolae Alexandru meurt le 16 novembre 1364 et il est inhumé dans l'église du Monastère Negru Voda à Câmpulung (roumain: Manastirea Negru Voda).

## Unions et descendance
Nicolae Alexandru avait épousé :
1) Maria, de confession grecque orthodoxe dont il a :
- Elisabeta, née en 1340, morte en 1369, épouse en 1355 Ladislas Opolczyk duc d'Opole, mort en 1401.
- Vladislav Ier.
- Radu Ier.

2) en 1344 Clara Dobokai (en), de confession catholique romaine qui lui donne :
- Anne Slava (en), née vers 1345, mariée avec Ivan Strajimir, prince de Vidin.
- Anne Anca (en), née après 1345, épouse Stefan Uroš V de Serbie.